# Marianus Bieber
Marianus Bieber OSB (* 23. Juni 1958 in Aschaffenburg) ist ein deutscher römisch-katholischer Ordensgeistlicher und seit 2001 Abt des Benediktinerklosters Niederaltaich.

## Leben
Marianus Bieber wurde 1958 in Aschaffenburg geboren und beendete 1977 seine schulische Ausbildung mit dem Abitur. Nach seinem Zivildienst und Studium der Religionsphilosophie, katholischen Theologie und Germanistik an der Johann Wolfgang Goethe-Universität Frankfurt am Main (Abschluss als Magister Artium 1987) trat er 1989 in die Abtei Niederalteich ein.
Nach dem Noviziat war er zunächst zwei Jahre als Erzieher im Internat der Abtei tätig. Er studierte dann Theologie an der Universität Passau und empfing 1995 durch den Linzer Bischof Maximilian Aichern OSB die Priesterweihe. Nach Tätigkeiten als Oblatenrektor und Rektor im Ökumenischen Institut der Abtei und in der Schriftleitung der Zeitschrift „Una Sancta“ sowie als Referent im Bereich der Erwachsenenbildung des Klosters absolvierte er ein postgraduales Studium an der Hochschule des Weltkirchenrates in Bossey bei Genf.
Ein Doktoratsstudium in katholischer Theologie an der Otto-Friedrich-Universität Bamberg beendete er 2001 mit der Dissertation „Theologie der Innerlichkeit. Zur philosophischen Begründung von Glauben und Offenbarung aus den Differenzsymptomen von Raum und Zeit“, die mit dem Friedrich-Brenner-Preis der Erzdiözese Bamberg ausgezeichnet wurde.
2001 wurde er als Nachfolger von Emmanuel Jungclaussen zum Abt der Abtei Niederalteich gewählt.
Marianus Bieber ist Mitglied des Ritterordens vom Heiligen Grab zu Jerusalem. 2023 erhielt er den goldenen Ehrenring des Landkreises Deggendorf.

## Schriften
- Theologie der Innerlichkeit. Zur philosophischen Begründung von Glauben und Offenbarung aus den Differenzsymptomen von Raum und Zeit. Verlag Friedrich Pustet, Regensburg 2003, ISBN 978-3-7917-1840-8 (Dissertation).
- zusammen mit Thomas Söding, Bernd Oberdorfer: Kontroverse Freiheit: Die Impulse der Ökumene (Quaestiones disputatae, Band 284), Herder 2024, ISBN 978-3-451-02284-5